# Гаджиев, Эмир Сахли Али оглы
Эмир Сахли Али оглы Гаджиев (азерб. Əmir Səhliəli oğlu Hacıyev; 5 мая 1899, Шуша — 21 августа 1972, Баку) — азербайджанский советский график, Заслуженный деятель искусств Азербайджанской ССР (1943).

## Биография
Эмир Гаджиев родился 5 мая 1899 года (по другим данным в 1897 году) в городе Шуше. Свою творческую деятельность начал в 1918 году, работая в Шуше в области плаката и портрета. Он участвовал также в «Шушкавроста» и вёл педагогическую работу в семинарии.
С 1923 года получал образование в Азербайджанской высшей государственной художественной школе. Со второй половины 20-х годов Эмир Гаджиев участвует в иллюстрировании таких журналов, как «Шəрг гадыны», «həмкарлар иттифагы» и создает плакаты на тему о кооперации и др. Параллельно Гаджиев продолжал преподавание в бакинских начальных школах. Среди учеников Гаджиева был Кязим Кязим-заде, в чьём становлении как художника Эмир Гаджиев сыграл одну из главных ролей. С этого периода Гаджиев занимается оформлением книг. Среди книжных обложек, автором которых был Гаджиев, есть «Хавер» (1930) Мехти Гусейна, «Страна гигантов» (1932) Мирзы Ибрагимова, «Лейли и Меджнун» Физули (1953), «Почтовый ящик» Джалила Мамедкулизаде (1960).
По словам искусствоведа Натальи Миклашевской, графику Гаджиева в начале его творческой деятельности характеризует «силуэтность и схематичность в изображении человеческих фигур и предметов», а также абстрактный цвет.
Лучшими книжными иллюстрациями Гаджиева считаются иллюстрации к «Чернушке» Сулеймана Сани Ахундова (1924), «Восхождению» А. Абульгасана (1931), «Девичьему роднику» Юсифа Везира Чеменземинли (1934), «Молла Ибрагим-Халил, алхимику» Мирзы Фатали Ахундова (1938), «Семи красавицам» Низами Гянджеви (1941), «Лейли и Меджнуну» Физули (1953).
В годы Великой Отечественной войны (1941—1945 гг.) Гаджиев создавал агитационные плакаты. Также авторству Эмира Гаджиева принадлежит ряд миниатюрных серий («Азербайджан», 1961; «Шуша», «Шамахы», «Баку», 1964) и эскизы к орнаментальным и сюжетным коврам.
В 1943 году Гаджиев был удостоен звания Заслуженного деятеля искусств Азербайджанской ССР. С 1945 года — был членом КПСС.
Скончался художник 21 августа 1972 года в Баку.